# Ицкович, Ольга Григорьевна
Ольга Григорьевна Ицкович (Ицкевич) (12 апреля 1909, Бахмут — 15 сентября 1997, Харьков) — пианистка, ведущий концертмейстер Харьковской государственной консерватории (позднее — Харьковского института искусств имени И. П. Котляревского).

## Биография
Родилась в уездном городе Бахмуте Екатеринославской губернии (ныне Луганской области) Российской империи. Её родители были состоятельными людьми — имели добротный дом, владели соляной шахтой и галантерейной лавкой, поэтому дети росли в атмосфере любви и материального благополучия. Воспитанием Юры и Оли в дореволюционное время занималась гувернантка, обучавшая их грамоте, музыке, танцам, французскому языку и пр. В годы Гражданской войны Ольга обучалась в начальных классах и частным образом брала уроки по фортепиано.
В 1922 году семья переехала в столичный город Харьков, где проживала в очень скромной однокомнатной квартире по адресу: ул. Евгении Бош (ныне — Богдана Хмельницкого), д. 3, кв. 10. В 1924 году Ольга окончила Семилетнюю школу № 36 (ул. Ветеринарной, 26).
В 1924—1926 годы обучалась в 1-й музпрофшколе (ул. К. Либкнехта, как тогда называлась Сумская, 34), где её наставницей стала Елизавета Яковлевна Айгорн — заведующая отделом, талантливый педагог, воспитанница Петербургской консерватории профессора А. Н. Есиповой.

## Профессиональная карьера
В 1926—1931 годы О. Г. Ицкович продолжила своё обучение в харьковском Музыкально-драматическом институте (класс профессора П. К. Луценко). Её соучениками были известные пианисты — В. Д. Довженко, Л. Е. Острин, Л. Г. Сагалов, В. В. Топилин и др. В 1930 году она стала членом профсоюза Работников искусства (Рабис). С апреля 1930 по декабрь 1932 года была подсобной рабочей на заводе «Українрадіо» (ныне Харьковский радиозавод «Протон»), затем — делопроизводителем в приёмной председателя Всеукраинского центрального исполнительного комитета Г. И. Петровского, экспедитором, корреспондентом, делопроизводителем технической группы Секретариата Президиума ВУЦИК. Работа в аппарате высшего органа государственной власти УССР была перспективной в плане карьерного роста, но Ольга Григорьевна не могла жить без музыки.
С 1 ноября 1932 до 1 сентября 1934 года О. Г. Ицкович служила концертмейстером в харьковском Государственном Краснозаводском театре. С 8 декабря 1934 до 20 мая 1938 года — преподаватель музыкальной студии по классу рояля в Харьковском педагогическом институте. По совместительству с 8 декабря 1934 до 28 августа 1939 года — преподаватель по классу рояля Музыкальной студии в харьковской 83-94 средней школе имени Клары Цеткин. Аналогичную должность занимала с 14 сентября 1938 по 26 января 1939 года в Змиевской средней школе, расположенной в 42 км от города Харькова. В 1939—1941 и 1944—1993 годы О. Г. Ицкович работала в ХГК / ХИИ имени И. П. Котляревского, по совместительству с 1939 года — в Харьковском музыкальном училище.
С октября 1941 до марта 1944 года семья находилась в эвакуации в селе Каменке Луговского района Джамбулской области Казахской ССР. С октября 1941 по 5 марта 1944 года Ольга Григорьевна работала секретарём в школе, поскольку в селе не было фортепиано. Её отец — Григорий Исаакович Ицкевич (1879 — 08.10.1959) был бухгалтером Сельсовета, мать — Фанни Борисовна (1886 — 30.05.1962) — рабочей садовой бригады совхоза; жили в украинской семье. Брат — Юрий Григорьевич Ицкевич (14.04.1908 — 13.10.1960) — выпускник Харьковского автодорожного института, в это время сражался на фронте; закончил свой боевой путь весной 1945 года в звании старшего лейтенанта войск артиллерии.

## Возвращение в Харьков
Весной 1944 года семья вернулась в Харьков. Приказом № 36 от 10 марта 1944 года О. Г. Ицкович была принята на должность концертмейстера дирижёрско-хормейстерского факультета ХГК. По совместительству она работала в ХМУ и ХССМШ.
Более 50 лет Ольга Григорьевна блестяще исполняла партию первого рояля в дирижёрском классе профессора К. Л. Дорошенко, где царила атмосфера творчества и академизма. Партнёршами О. Г. Ицкович, в разное время исполнявшими партию второго рояля, были одарённые пианистки: К. А. Скловская, П. Я. Шнайдерман, С. Я. Борухсон, В. П. Латышева, Н. Л. Хенкина, О. И. Гобай, Л. И. Шатравка, З. Н. Свищёва, Н. В. Северина, И. И. Полубоярина и др. Благодаря высокому профессионализму концертмейстеров, студенты класса К. Л. Дорошенко имели возможность изучить огромный репертуар любой степени сложности. Среди многочисленных воспитанников К. Л. Дорошенко и О. Г. Ицкович такие музыканты и педагоги, как: Б. А. Скловский, Н. Т. Лысенко, А. К. Видулина, В. И. Михелис, В. Н. Барсов, В. Ф. Савиных, А. В. Калабухин, В. А. Гризодуб, П. Д. Данилец, В. Г. Иванов, Ф. И. Коровай, А. М. Мейдман-Молдавский, Б. А. Михеев, А. И. Назаренко, В. И. Николаев, Н. Г. Стецюн, Н. В. Сукач, Г. И. Ганзбург, А. М. Безготков, В. Н. Плужников и др. За высокий профессионализм и активное участие в концертах администрация вуза неоднократно объявляла О. Г. Ицкович благодарности и поощряла её денежными премиями. Решением исполкома Харьковского областного совета народных депутатов от 7 мая 1979 года она была награждена медалью «Ветеран труда». Но после того, как не стало К. Л. Дорошенко, 14 августа 1993 года Ольга Григорьевна уволилась с занимаемой должности. Она ушла из жизни в возрасте 88 лет; урна с её прахом покоится в колумбарии Кладбища № 2 (г. Харьков, ул. Пушкинская, 102).